# Night World
Night World (titre original : Night World) est une série de dix romans fantastiques + le guide officiel de l'auteur américaine L. J. Smith. La série présente un monde dans lequel vampires, sorcières, loup-garous, Goules et métamorphes vivent parmi les humains sans qu'ils le sachent. Ces races surnaturelles forment une société secrète appelée le Night World, qui applique deux règles fondamentales pour empêcher que l'on découvre son existence : ne jamais autoriser qu'un humain prenne connaissance de l'existence du Night World, et ne jamais tomber amoureux de l'un d'entre eux.
Chaque volume de cette série suit différents protagonistes (toujours des adolescentes) qui doivent faire face à des situations variées incluant l'amour, le principe des « âmes sœurs » et le code stricte du Night World. Dans les six premiers romans, le scénario est centré sur les personnages qui découvrent leurs âmes sœurs et le danger qui s'ensuit. Dans le septième tome, le sujet de l'apocalypse est introduit. Même si le concept de l'âme sœur est toujours présent, l'histoire se situe maintenant sur la recherche des quatre « puissances sauvages », qui, selon une ancienne prophétie, vont aider le monde à être sauvé ou provoquer sa destruction. La série a été dans la liste des Bestseller du New York Times dans la catégorie des livres pour enfants pendant 22 semaines à partir du 19 mai 2009.
La sortie du dernier livre de la série a été repoussée pendant dix ans et a été prévue aux États-Unis pour le 26 avril 2012.

## Liste des livres
1. Le Secret du vampire, Michel Lafon, 2009 ((en) Secret Vampire, 1996)
2. Les Sœurs des ténèbres, Michel Lafon, 2010 ((en) Daughters of Darkness, 1996)
3. Ensorceleuse, Michel Lafon, 2010 ((en) Spellbinder, 1996)
4. Ange noir, Michel Lafon, 2010 ((en) Dark Angel, 1996)
5. L'Élue, Michel Lafon, 2011 ((en) The Chosen, 1997)
6. Âmes sœurs, Michel Lafon, 2011 ((en) Soulmate, 1997)
7. La Chasseresse, Michel Lafon, 2011 ((en) Huntress, 1997)
8. Le Royaume des ténèbres, Michel Lafon, 2012 ((en) Black Dawn, 1997)
9. La Flamme de la sorcière, Michel Lafon, 2012 ((en) Witchlight, 1998)
10. (en) Strange FateÀ paraître

## Principe des âmes sœurs
Souvent mentionné dans la série, le principe des âmes sœurs est la théorie selon laquelle si deux personnes sont connectées par un fil argenté (ne pouvant être perçu que par eux-seuls), elles sont âmes sœurs. Ce lien peut aussi être utilisé pour sentir ce que l'autre ressent. Dans Le Secret d'un vampire, Poppy et James ont été amis pendant des années, mais n'ont réalisé qu'ils étaient âmes sœurs que lorsque James a bu le sang de Poppy ou dans le tome 7 Jez et Morgead qui découvrent qu'ils sont âme sœur qu'une fois qu'il a bu le sang de Jez. Dans Les Sœurs des ténèbres, Mary-Lynette et Ash ressentent un choc électrique la première fois que leurs mains se touchent. De même que dans le tome 5 avec Quinn et Rachel qui, dès que leurs mains sont rentrées en contact, ont reçu une décharge.

## Espèces du Night World

### Vampires
Les vampires de Night World sont différents des vampires traditionnels. Ils diffèrent aussi des vampires que Smith a créé dans Le Journal d'un vampire. Dans Night World, il y a deux types de vampires : les lamies et vampires nés-humains.
Dans les livres de Night World, un lamie est un vampire qui est né vampire. Ils grandissent comme les humains, mais ont la possibilité d'arrêter de vieillir à n'importe quel moment de leur vie. Ils ont aussi la capacité de faire des enfants vampires, contrairement aux vampires nés-humains.
Les nés-humains sont des humains qui ont été transformés en vampires en échangeant leur sang avec un lamie ou avec un né-humain. Puisque les humains âgés ne peuvent pas survivre à la transition physique, les nés-humains doivent être transformés à environ dix-neuf ans, ou plus jeunes. Aussi, contrairement aux lamies, ils ne vieillissent pas, ne mangent pas et ne peuvent pas se reproduire.
Les lamies et les nés-humains ont des super-pouvoirs, comme la force, la vitesse et l'agilité, et peuvent avoir des pouvoirs télépathiques. Contrairement aux vampires traditionnels, ils ne craignent pas le soleil et ne se transforment pas en chauve-souris (sauf la vampire originelle, Maya). Comme les autres vampires, ils ont besoin de sang humain pour survivre. Smith donne une explication : les cellules des vampires sont incapables de transporter de l'oxygène au cerveau, ils doivent donc acquérir des cellules de sang humain pour qu'ils puissent respirer (ce qui rend la consommation de sang humain plus en rapport avec la respiration qu'avec la faim). Ils sont immortels mais peuvent être tués et sont vulnérables au feu et au bois.

### Sorcières
Ce sont des créatures du Night World qui ont des pouvoirs magiques. Elles se réunissent dans des cercles pour pratiquer leurs dons. Il y a le cercle du Crépuscule, le cercle de Minuit et le cercle de l'Aube. Le cercle du Crépuscule est pour les  gentilles celles qui croient en la paix avec les humains, mais le cercle de l'Aube accepte toutes les autres espèces dans leur cercle. À l'opposé, le cercle de Minuit est composé de sorcières du style rétrograde et conservateur et qui cherchent souvent a détruire les humains. Elles ont bien sûr les lois du Night World à respecter, mais aussi leurs propre règles, ceci pour le bien-être de tous, afin que leurs dons ne virent pas au fiasco.
Il y a la tête des différents groupes (les anciennes, et descendantes de Hellewise la mère de la Terre et les toutes puissantes), elles sont polythéistes et incantent différents dieux pour leurs sorts.
La méthode pour tuer une sorcière utilise le fer.

### Loup-Garous
Ce sont des loups-garous basiques; ils ne se changent pas à la pleine lune obligatoirement. Ils ont un besoin d'organes vitaux tels que le cœur, le foie, etc.
Les loups-garous ne sont pas réputés pour leur grande intelligence. Cela est dû par leurs instincts plus proches de ceux de l'animal que ceux de l'homme. Il est dit aussi que le loup-garou n'est en-fait pas un humain qui prend l'apparence d'un loup, mais plutôt un loup qui prend l'apparence d'un humain.
La méthode pour tuer un loup requiert du métal argent.

### Métamorphes
Les métamorphes sont des créatures qui peuvent prendre la forme d'un seul animal. Un métamorphe naît avec le gène d'un animal . Seuls les métamorphes de la Famille des Drache (Famille de la Première maison des Métamorphes) peuvent choisir l'animal de leur première métamorphose ; après cette transformation ils ne peuvent plus se transformer qu'en cet animal choisi. Les métamorphes sont vulnérables à l'argent comme les loup-garous.

### Goules
Les goules sont en fait des humains qui se sont fait enlever trop de sang et qui n'en ont pas reçu assez. Ils se transforment alors en une espèce de zombie.